# Disnyssus helenmirrenae
Disnyssus helenmirrenae (лат.) — вид пауков рода Disnyssus из семейства пауки-коринниды (Corinnidae). Австралия (штат Квинсленд). Название дано в честь британской актрисы Хелен Миррен (Helen Mirren).

## Описание
Мелкие пауки (длина тела около 5 мм). Имеют восемь глаз, расположенных в два ряда. Карапакс и брюшко тёмно-коричневые; бедро тёмное красновато-коричневое с узкой коричневой базальной полосой и широкой субапикальной коричневой полосой, колени красно-коричневые с тёмно-коричневыми дистальными латеральными гранями, голени-лапки I и II, метатарсусы III и лапки III и IV оранжево-коричневые, метатарсусы IV красно-коричневые. Брюшко тёмно-коричневое с белыми перьевыми волосками в передней полосе и парой узких медиальных полос, два бледных пятна субдистально на брюшке; карапакс тёмно-коричневый с редкой широкой полосой белых перистых волосков по краю.

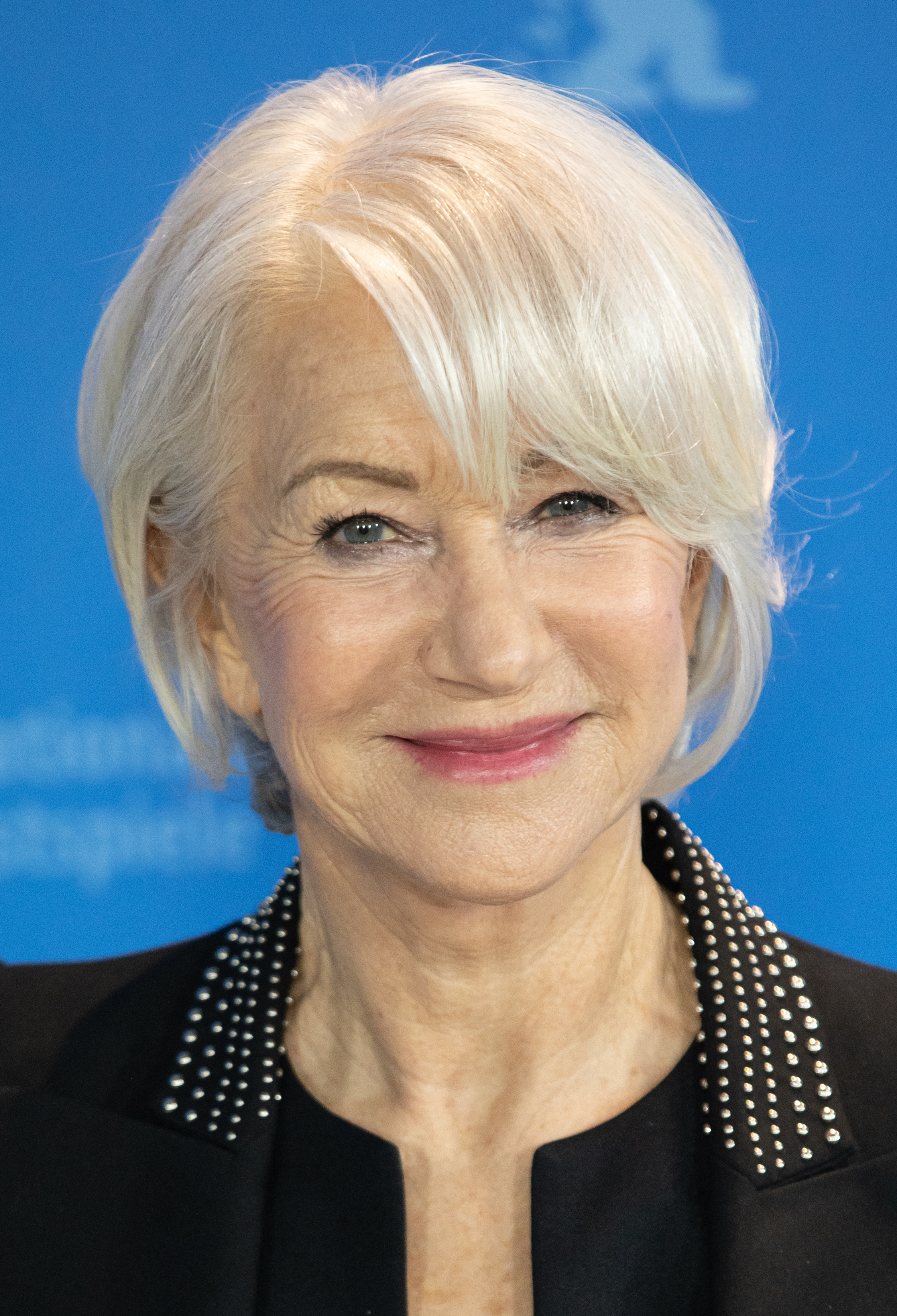
Хелен Миррен, в честь которой назван вид

## Таксономия
Вид был впервые описан в 2015 году австралийским арахнологом Робертом Рейвеном (Queensland Museum, Брисбен, Квинсленд, Австралия). Вид отличается от Disnyssus judidenchae наличием мелкопустулезной кутикулой на карапаксе, более длинными и тонкими зубчатыми волосками на фанг-щите самок и двумя парами шипов вентрально на голенях III; у самок также короче сперматека и сильнее выражена шипастость на голенях и метатарсусах.

## Этимология
Название вида Disnyssus helenmirrenae дано в честь британской актрисы Хелен Миррен (Helen Mirren), лауреата Оскара и многих других наград.